# Resultados do Carnaval de Juiz de Fora em 2015
Resultados do Carnaval de Juiz de Fora em 2015, a vencedora do Grupo A foi a Unidos do Ladeira.
| Grupo A   | Grupo A                       | Grupo A | Grupo A            | Grupo A   | Grupo A     |
| Colocação | Escola                        | Pontos  | Desempate          | Nota      | Ref.        |
| --------- | ----------------------------- | ------- | ------------------ | --------- | ----------- |
| 1º        | Unidos do Ladeira             | 108,8   |                    |           | [ 1 ] [ 2 ] |
| 2º        | Turunas do Riachuelo          | 108,7   |                    |           | [ 1 ]       |
| 3º        | Real Grandeza                 | 108,2   |                    |           | [ 1 ]       |
| 6º        | Unidos das Vilas do Retiro    | 105,3   |                    | Rebaixada | [ 1 ]       |
| Grupo B   |                               |         |                    |           |             |
| Colocação | Escola                        | Pontos  | Desempate          | Nota      | Ref.        |
| 1º        | Mocidade Alegre de São Mateus | 108,3   | Comissão de frente | Promovida | [ 1 ]       |
| 2º        | Acadêmicos do Manoel Honório  | 108,3   |                    |           | [ 1 ]       |
| 3º        | Partido Alto                  | *       |                    |           | [ 2 ]       |
| 6º        | Vale do Paraibuna             | 105,1   | *                  | Rebaixada | [ 1 ]       |
| Grupo C   |                               |         |                    |           |             |
| Colocação | Escola                        | Pontos  | *                  | Nota      | Ref.        |
| 1º        | União das Cores               | 85,9    |                    | Promovida | [ 1 ]       |